# 西長明
西長明（にしなが あきら、1932年3月23日 - ）は、日本の化学者。大阪工業大学工学部応用化学科元教授。理学博士（大阪市立大学）。日本化学会第11回学術賞受賞者。
専門は、有機化学・有機金属化学/錯体化学、触媒化学・合成化学。

## 略歴
1963年大阪市立大学（現：大阪公立大学）大学院博士課程修了、理学博士（大阪市立大学）。同大学助手を経て、1965年京都大学工学部助手。1986年同学部合成化学教室助教授を経て、1987年大阪工業大学工学部応用化学科教授。1999年大阪工業大学退官。
京都大学・大阪工業大学工学部にて30年以上の長きに渡り教鞭を執り、特に有機金属化学/錯体化学・触媒化学・合成化学の研究・育成に努めた。
主な所属学会は、日本化学会、触媒学会など。主な受賞は、日本化学会第11回学術賞(1993)。主な著書は、実験化学講座・続：有機化合物の定性確認法（上）（有機化学の権威で知られる久保田尚志らとの共著、丸善1965、学術書）。

## 主な研究
- 人工酵素の研究 - 京都大学化学研究所・九州大学との共同研究[6]
- オキシゲナーゼモデル錯体の構造と触媒活性に関する分光学的および電気化学的研究 - ドイツのテュービンゲン大学との国際共同研究[7]
- 金属錯体を用いる高選択的な酵素類似触媒反応の開発
- ジオキシゲナーゼモデル錯体の有機合成における新展開
- 酸素および一酸化窒素の生体機能化学的研究